# Jtzav
Jtzav är en ort i Mexiko.   Den ligger i kommunen Chamula och delstaten Chiapas, i den sydöstra delen av landet, 800 km öster om huvudstaden Mexico City. Jtzav ligger 2 456 meter över havet och antalet invånare är 341.
Terrängen runt Jtzav är huvudsakligen kuperad, men den allra närmaste omgivningen är platt. Runt Jtzav är det ganska tätbefolkat, med 155 invånare per kvadratkilometer. Närmaste större samhälle är San Cristóbal de las Casas, 10,6 km väster om Jtzav. I omgivningarna runt Jtzav växer i huvudsak städsegrön lövskog.